# Liste der Monuments historiques in Saint-Pey-d’Armens
Die Liste der Monuments historiques in Saint-Pey-d’Armens führt die Monuments historiques in der französischen Gemeinde Saint-Pey-d’Armens auf.

## Liste der Bauwerke
| Bezeichnung                   | Beschreibung              | Standort | Kennzeichnung | Schutzstatus | Datum | Bild           |
| ----------------------------- | ------------------------- | -------- | ------------- | ------------ | ----- | -------------- |
| Friedhofskreuz                |                           | (Lage)   | PA00083796    | Classé       | 1907  | weitere Bilder |
| Kirche Saint-Pierre-aux-Liens | Erbaut im 13. Jahrhundert | (Lage)   | PA00083797    | Inscrit      | 1925  | weitere Bilder |

## Liste der Objekte
| Bezeichnung                                                | Beschreibung          | Standort                                    | Kennzeichnung | Schutzstatus | Datum | Bild |
| ---------------------------------------------------------- | --------------------- | ------------------------------------------- | ------------- | ------------ | ----- | ---- |
| Skulptur: Die Befreiung des Apostels Petrus aus dem Kerker | Holz, 18. Jahrhundert | in der Kirche Saint-Pierre-aux-Liens (Lage) | PM33001292    | Inscrit      | 1975  |      |